# Krize ve Venezuele

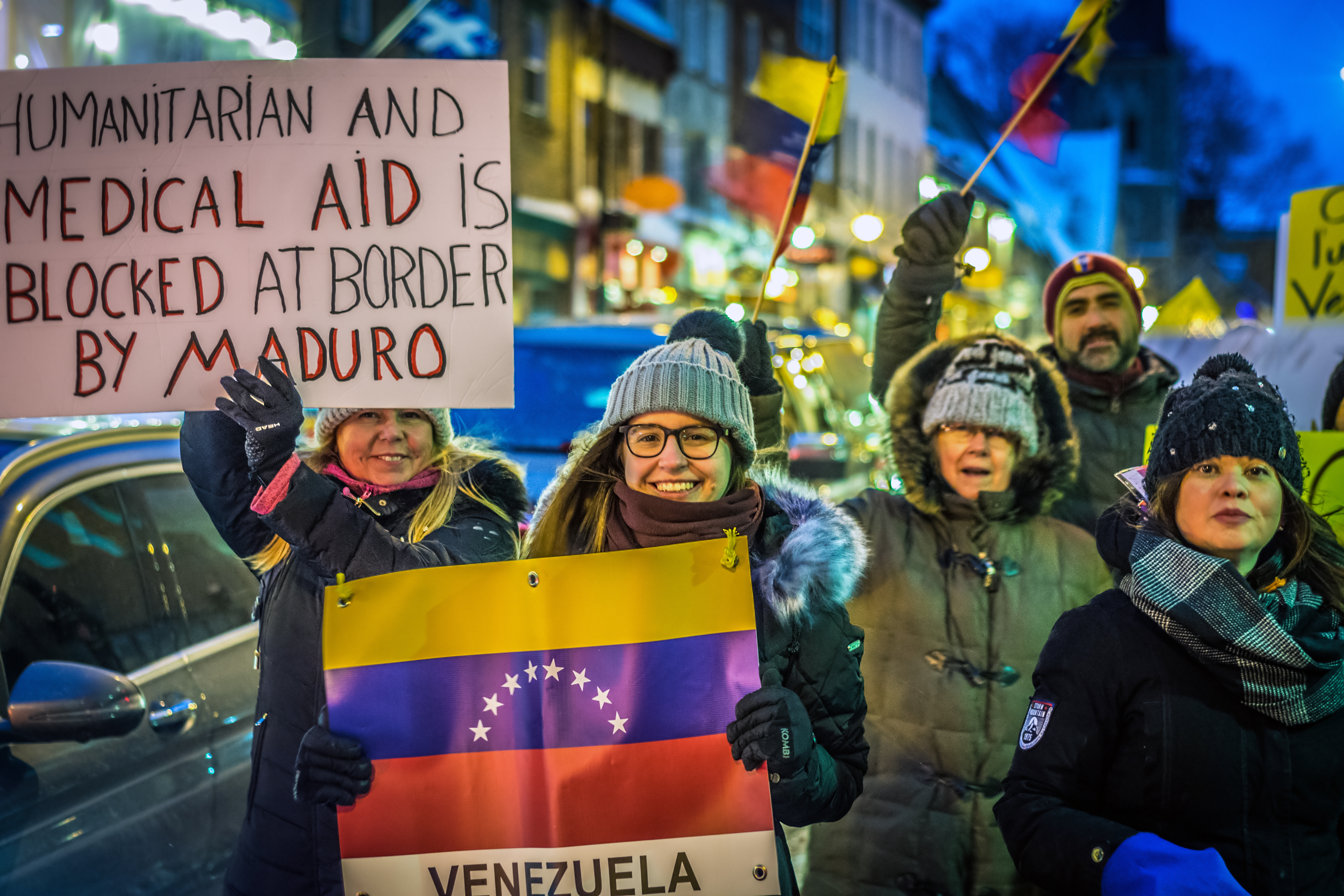

Sociálně ekonomická a politická krize začala ve Venezuele za vlády prezidenta Hugo Cháveze a pokračuje během prezidentství Nicoláse Madura. Projevuje se hyperinflací, vysokou kriminalitou, hladem a nárůstem různých nemocí. To vše vede k masové migraci z této země. Jedná se o nejhorší ekonomickou krizi v dějinách Venezuely.
2. června 2010 vyhlásil Chávez „obchodní válku“ kvůli rostoucímu nedostatku základních potřeb a jídla. Tato už tak významná krize se za vlády Madura ještě více prohloubila zejména v důsledku nízkých cen ropy v roce 2015. Vláda nedokázala snížit své náklady a existenci samotné krize popírala – dokonce i násilně potlačovala opozici, která na tento problém upozorňovala. Venezuelská vláda sáhla přímo k zabíjení odpůrců – OSN v roce 2017 uváděla, že bylo zabito 5 287 lidí, v první polovině roku 2019 pak 1 569.
Korupce, nedostatek potravin a léků, uzavírání podniků, nezaměstnanost, klesající produktivita, autoritářství, porušování lidských práv, špatné řízení hospodářství a vysoká závislost na vývozu ropy – to vše výrazným dílem přispívá k zhoršování krize.
Zastánci Cháveze a Madura říkají, že problémy vyplývají z „obchodní války“ proti Venezuele, kritici říkají, že je to důsledek dlouholetého špatného hospodářského řízení a korupce. Někteří kritici říkají, že krize je způsobená socialistickou politikou, většinu tamních politiků lze označovat za populisty a vláda používá populistické praktiky k udržení moci.
Mezinárodní analytici a ekonomové tvrdí, že se nejedná o důsledky konfliktu, přírodních katastrof či sankcí, nýbrž o následky populistické politiky a korupčních praktik, které začaly pod Chávezovou administrativou a pokračují pod tou Madurovou.
Krize zasáhla životy běžných Venezuelanů na všech úrovních. V roce 2017 zasáhl zemi takový hlad, že 75 % obyvatel ztratilo na váze v průměru 8 kilogramů a více než polovina neměla dostatečný finanční příjem, aby mohla pokrýt základní potřeby na jídlo. Agentura Reuters oznámila, že podle zpráv Organizace spojených národů (OSN) žije více než 94 % Venezuelanů v chudobě a více než 10 % (3,4 milionů) opustilo svou zemi. Další analýza OSN uvádí, že 25 % Venezuelanů potřebuje humanitární pomoc. Z Venezuely se také stala třetí nejnásilnější země světa.

## Politické pozadí

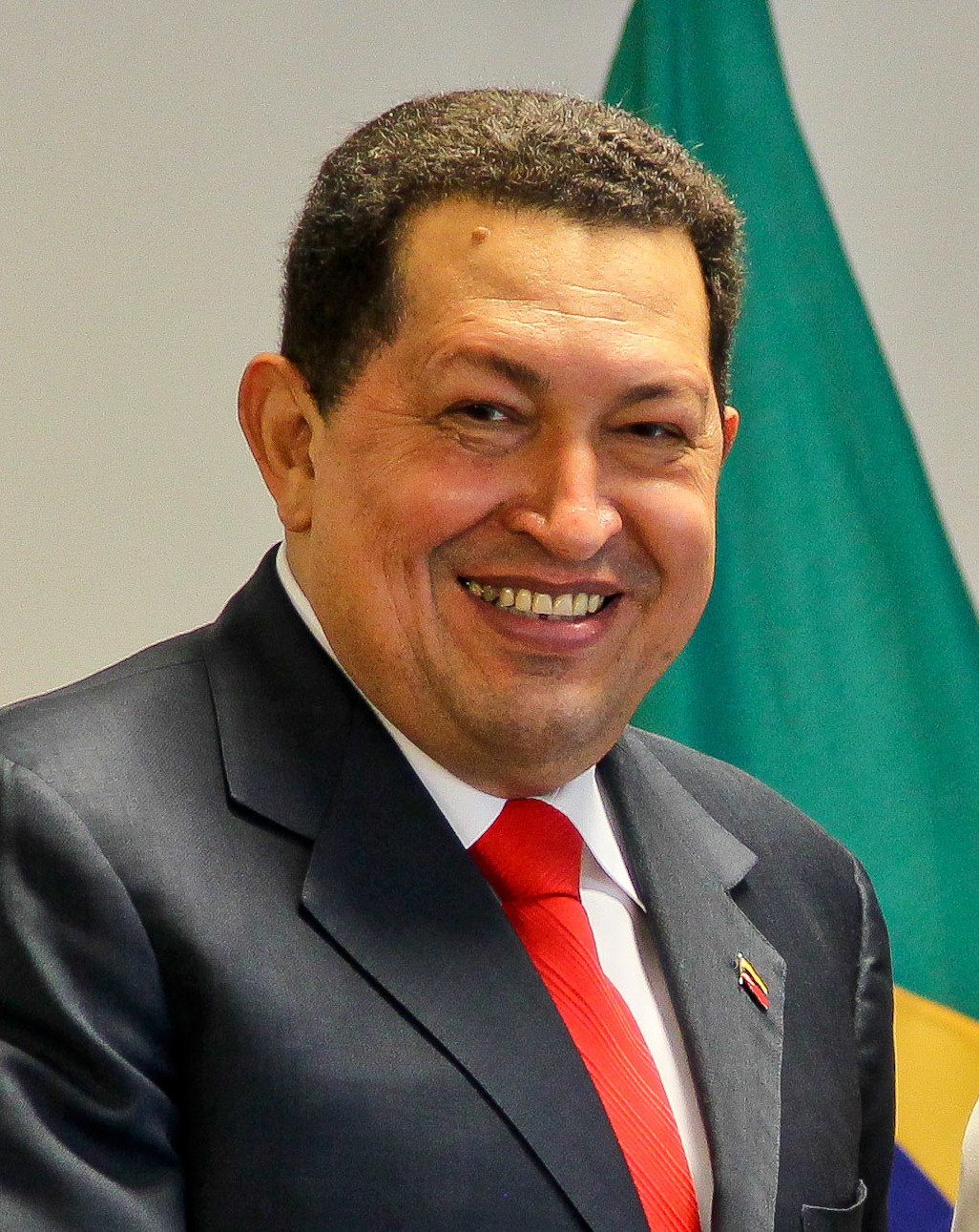
Hugo Chávez

### Vláda prezidenta Cháveze
Hugo Chávez byl poprvé zvolen prezidentem Venezuely v roce 1998. Rostoucí ceny ropy na začátku roku 2000 vedly k tak vysokým příjmům, jaké ve Venezuele nebyly od 80. let 20. století. Chávez měl v úmyslu si udržet politickou moc prostřednictvím sociální programů a založil Bolívarské mise zaměřené na zlepšování hospodářských, kulturních a sociálních podmínek. Pomoc byla údajně poskytována pouze některým chudým a část prostředků skončila v rukou prezidenta a jeho společníků. Nicméně chudoba klesla mezi lety 2002 a 2008 o 20 %. Společně s tím se podle analýzy OSN zlepšila kvalita života. Díky nadměrnému utrácení vlády a velkému spoléhání pouze na ropu začala Venezuela pomalu směřovat do ekonomické krize. V roce 2010 se krize začala prohlubovat a vzrůstala inflace a chudoba.

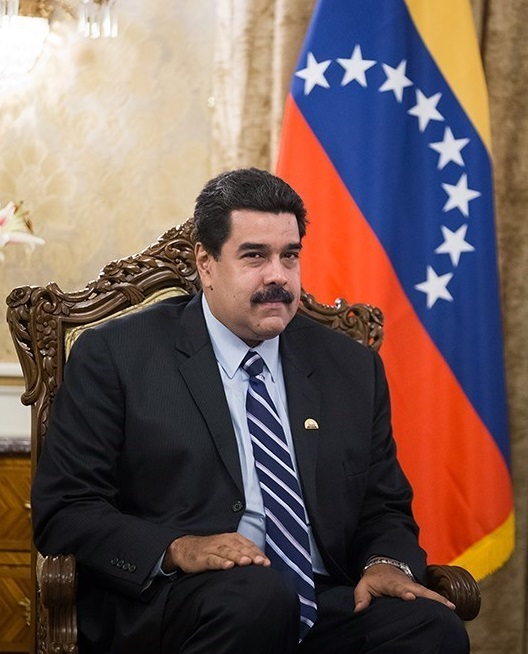
Nicolás Maduro

Hugo Chávez zemřel 5. března 2013.

### Vláda prezidenta Madura
Po smrti Cháveze porazil Nicolás Maduro ve volbách svého oponenta Henriqua Caprila Radonskiho o 235 000 hlasů. Maduro pokračoval v hospodářské politice svého předchůdce, ale musel ihned čelit problémům vysoké inflace a nedostatku základního zboží.
V roce 2016 dosáhla země nejvyšší inflace ve své historii – 800 % – a HDP klesl o 19 %. Všechny tyto události vedly k masovým protestům trvajícím od roku 2017 po současnost.

### Korupce
Korupce ve Venezuele je dle Indexu vnímání korupce od Transparency International přítomna ve všech vrstvách společnosti. I když je obtížné měřit míru korupce, Transparency International v roce 2018 zařadila Venezuelu na 13. místo ze 180 zkoumaných zemí – umístila se před Afghánistánem, Burundskou republikou, Rovníkovou Guineou, Guineou, Severní Koreou, Libyí, Somálskem, Jižním Súdánem, Súdánem, Sýrií a Jemenem. Anketa z roku 2016 uvádí, že 73 % Venezuelanů si myslí, že je jejich policie zkorumpovaná. Průzkum společnosti Latinobarómetro z roku 2018 uvádí, že 65 % Venezuelanů si myslí, že jejich prezident byl někdy zapleten do korupce a 64 % si myslí, že vládní úředníci jsou zkorumpovaní.

## Ekonomika
Madurova vláda přestala zveřejňovat sociální a ekonomické ukazatele, takže ve většině údajů musíme spoléhat na odhady. Americká nezisková organizace Institute of International Finance v březnu 2019 uvedla, že hospodářský kolaps Venezuely patří mezi nejhorší v nedávné historii světa. Hlavní ekonom z IIF se nechal slyšet, že krize vyplynula z politických rozhodnutí, hospodářského špatného řízení a politického zmatku a dále uvedl, že země je v takovém stavu, jaký by člověk očekával po extrémních přírodních katastrofách nebo válečném konfliktu. Již pátý rok po sobě, podle společnosti Bloomberg, skončila Venezuela v roce 2019 jako poslední v indexu bídy.
Hlavním zdrojem vládních příjmů je vývoz ropy, jejíž produkce klesá kvůli nedostatečným investicím, špatné údržbě a zanedbávání. Konzultant Eduardo Fortuny očekává, že zotavení bude trvat přibližně 12 let.

### Hrubý domácí produkt
Mezinárodní měnový fond uvedl, že pokles venezuelského HDP – největší od zahájení občanské války v Libyi v roce 2014 – ovlivňuje celou Latinskou Ameriku. V roce 2015 venezuelská ekonomika poklesla o 5,7 % a v roce 2016 podle venezuelské centrální banky o 18,6 %, poté vláda zastavila produkci dat. Ecoanalítica, venezuelský konzultant, řekl pro noviny The Wall Street Journal, že produkce se mezi lety 2016 a 2019 snížila na polovinu. Mezinárodní měnový fond a AGPV Asesores Económicos, poradenská společnost se sídlem v Caracasu, odhadují, že HDP klesl v roce 2018 na 80 miliard dolarů z 196 miliard dolarů v roce 2013, čímž se stala ekonomika menší než ve státech jako Guatemala nebo Etiopie.

### Inflace
Roční míra inflace spotřebitelských cen se během krize zvýšila o stovky tisíc procentních bodů. Do roku 2010 inflace zamezila jakémukoli růstu mezd a do roku 2014 se stala se 69 % nejvyšší na světě. V listopadu 2016 Venezuela vstoupila do období hyperinflace, přičemž inflace v roce 2017 dosáhla 4 000 %. Na konci roku 2018 dosáhla inflace neuvěřitelných 1,35 milionu procent.
Ve vánoční sezóně 2017 přestaly některé obchody používat cenovky, protože ceny by se tak rychle nafoukly. Od roku 2017 do roku 2019 se někteří Venezuelci stali hráči videoher a bylo možno vidět, jak hrají hry jako RuneScape, kde prodávali herní měnu nebo postavy za skutečnou měnu. Pokud vyhráli pár dolarů denně, mohli vydělat více peněz než placení pracovníci. 
V říjnu 2018 odhadl Mezinárodní měnový fond, že inflace by do konce roku 2019 dosáhla 10 000 000 %. Na začátku roku 2019 byl minimální měsíční plat ekvivalentem 5,50 dolarů (18 000 suverénních bolivarů) – méně než cena Happy Mealu v McDonaldu. Společnost Ecoanalitica odhadla, že ceny v prvních dvou a půl měsících roku 2019 vyskočily o 465 %. The Wall Street Journal v březnu 2019 uvedl, že hlavní příčinou hyperinflace je fakt, že centrální banka tiskne peníze na zvýšení peněžní zásoby, čímž se zvyšují domácí výdaje. Člověk zaměstnaný jako učitel si může za svou měsíční mzdu koupit tucet vajec a 90 gramů sýra.
V květnu 2019 zveřejnila Venezuelská centrální banka poprvé hospodářská data od roku 2015. Podle tohoto vydání činila inflace Venezuely 274 % v roce 2016, 863 % v roce 2017 a 130 060 % v roce 2018. Nové zprávy naznačují smrštění více než poloviny ekonomiky za pět let. Podle Financial Times se jedná o jeden z největších poklesů v latinskoamerické historii.

### Nezaměstnanost
Odhaduje se, že nezaměstnanost v roce 2019 dosahuje až 44 %. MMF uvedl, že se jedná o nejvyšší nezaměstnanost od konce bosenské války v roce 1995.
V lednu 2016 činila míra nezaměstnanosti 18,1 procenta a ekonomika byla podle indexu bídy nejhorší na světě. Od dubna 2016, kdy byla míra 7,3 procenta, Venezuela neposkytla žádné oficiální údaje o nezaměstnanosti.

### Ropný průmysl
Venezuela, jako stát s jednou z největších zásob ropy, má na vývozu ropy postavenou svou ekonomiku. Na rozdíl od jiných států (Saúdské Arábie, Spojených arabských emirátů) vláda do ropného průmyslu neinvestuje a nijak ho nerozvíjí. Emma Brossardová, historička, odbornice na ropný průmysl a bývalá obyvatelka San Tomé, uvedla, že v roce 2005 venezuelská ropná pole vykazovala míru vyčerpání 25 procent. Vláda by musela ročně investovat 3,4 miliardy amerických dolarů, aby mohla dál pokračovat ve své produkci. Ale od doby, kdy se Chávez stal prezidentem, nedošlo k žádné investici.
Roku 2018 politické a ekonomické problémy, kterým Venezuela čelí, pohltily region El Tigre - San Tomé, klíčový region pro těžbu ropy ve východní Venezuele. Platy nedokázaly držet krok s hyperinflací, což mělo za důsledek odcházení dělníků ze státní ropné společnosti. Zařízení na těžbu ropy byla zanedbána a nechráněna, což ochromilo těžbu ropy a vedlo k poškození životního prostředí.

### Ekonomické sankce
Venezuelská vláda uvádí, že hospodářský kolaps v zemi zavinily americké sankce. Významní světoví ekonomové se však shodli, že nedostatek a vysoká inflace ve Venezuele začaly ještě před tím, než se americké sankce proti zemi obrátily. Podle amerického zpravodajství The Wall Street Journal může za hospodářskou krizi ve Venezuele Madurova politika znárodňování, nedostatečných investic a korupce.  Ve zprávě The Johns Hopkins Univerzity bylo uvedeno, že většina sankcí je omezena na zrušení víz a zmrazení aktivit klíčových úředníků, kteří jsou zapojení do zneužívání a korupce. V žádném případě se nezaměřují na venezuelskou ekonomiku. Zpráva rovněž uvedla, že zákaz z roku 2017 o obchodování s venezuelskými vládními akciemi a dluhopisy, umožňuje výjimky pro potraviny a léky.
V roce 2011 uvalily Spojené státy sankce na státní ropnou společnost Petróleos de Venezuela. Podle vedoucích pracovníků společnosti a venezuelské vlády byly sankce většinou symbolické a měly malý (pokud vůbec) dopad na obchod Venezuely s USA. 
Dne 9. 3. 2015 Barack Obama podepsal a vydal příkaz, podle kterého je ve Venezuele ohrožena národní bezpečnost, a nařídil sankce proti venezuelským úředníkům. Sankce ale neovlivnily venezuelskou ropnou společnost a obchodní vztahy s USA pokračovaly. V roce 2018 uvalila Trumpova administrativa na Venezuelu další ekonomické sankce. Tyto sankce zakazovaly mimo jiné i transakce zahrnující státní dluh. V listopadu 2017 odhadl The Economist dluh Venezuely na 105 miliard amerických dolarů a její rezervy na 10 miliard amerických dolarů.
V roce 2019 byly na Venezuelu uvaleny nové sankce, které jsou podle The Wall Street Journal zaměřené na zbavení Madurovy vlády příjmů z ropy. Tyto sankce jsou dosud nejvýznamnější a pravděpodobně zasáhnou i běžný lid. V roce 2019 americký právník a odborník na lidská práva Alfred de Zayas tvrdil, že americké sankce vůči Venezuele jsou nezákonné, protože představují hospodářskou válku a podle mezinárodního práva mohou představovat „zločiny proti lidskosti “. OSN však na tento výrok nereagovala. 